# آندری بابیش
آندری بابیش (چکی: Andrej Babiš؛ تلفظ چکی: [ˈandrɛj ˈbabɪʃ]؛ زادهٔ ۲ سپتامبر ۱۹۵۴) سیاست‌مدار اهل جمهوری چک است. او بنیان‌گذار و رهبر حزب ANO 2011 و گزینه نخست‌وزیری کشور چک است پس از اینکه حزبش توانست بیشترین آرای انتخاب مجلس قانونگذاری این کشور را کسب کند. او در براتیسلاوا در یک خانواده اسلواک زاده شد.
او سیاست‌مداری عوام گرا و دومین ثروتمند بزرگ کشورش محسوب می‌شود و تعدادی از رسانه‌های جمهوری چک، او را دونالد ترامپ چک لقب داده‌اند.